# Ланнюкс
Ланню́кс (фр. Lannux) — коммуна во Франции, находится в регионе Юг — Пиренеи. Департамент — Жер. Входит в состав кантона Рискль. Округ коммуны — Миранд.
Код INSEE коммуны — 32192.

## География
Коммуна расположена приблизительно в 620 км к югу от Парижа, в 135 км западнее Тулузы, в 65 км к западу от Оша.
По территории коммуны протекает река Леес.

## Климат
Климат умеренно-океанический. Лето жаркое и немного дождливое, температура часто превышает 35 °С. Зимой часто бывает отрицательная температура и ночные заморозки. Годовое количество осадков — 700—900 мм.

## Население
Население коммуны на 2010 год составляло 225 человек.
| 1962 | 1968 | 1975 | 1982 | 1990 | 1999 | 2010 |
| ---- | ---- | ---- | ---- | ---- | ---- | ---- |
| 216  | 206  | 194  | 202  | 200  | 199  | 225  |

## Администрация
| Период | Период | Фамилия       | Партия        | Примечания |
| ------ | ------ | ------------- | ------------- | ---------- |
| 2001   | 2020   | Ламбер Жижбер | Разные правые |            |

## Экономика
В 2010 году среди 139 человек трудоспособного возраста (15-64 лет) 94 были экономически активными, 45 — неактивными (показатель активности — 67,6 %, в 1999 году было 63,2 %). Из 94 активных жителей работали 84 человека (46 мужчин и 38 женщин), безработных было 10 (5 мужчин и 5 женщин). Среди 45 неактивных 13 человек были учениками или студентами, 19 — пенсионерами, 13 были неактивными по другим причинам.